# Garda Colli Mantovani Cabernet
Il Garda Colli Mantovani Chabernet è un vino DOC la cui produzione è consentita nella provincia di Mantova.

## Caratteristiche organolettiche
- colore: rosso rubino quasi granato se invecchiato
- odore: vinoso intenso, caratteristico, gradevole
- sapore: asciutto, sapido, di corpo, leggermente erbaceo, giustamente tannico, armonico e caratteristico

## Produzione
Provincia, stagione, volume in ettolitri
- nessun dato disponibile